# Kolkata Knight Riders
Die Kolkata Knight Riders (Abkürzung: KKR) ist ein indisches Cricketteam, welches Kolkata in der Indian Premier League repräsentiert. Das Franchise wurde mit der Gründung der ersten Ausgabe der Indian Premier League im Jahr 2008 gegründet. Das Heimatstadion ist das Eden Garden. Das Cricketteam konnte zweimal die Indian Premier League gewinnen: 2012 und 2014.

## Abschneiden in der IPL
| Jahr | Spiele | Siege | Niederlagen | No Result | Endplatzierung (Vorrunde) |
| ---- | ------ | ----- | ----------- | --------- | ------------------------- |
| 2008 | 14     | 6     | 7           | 0         | Vorrunde (6/8)            |
| 2009 | 14     | 3     | 10          | 0         | Vorrunde (8/8)            |
| 2010 | 14     | 7     | 7           | 0         | Vorrunde (6/8)            |
| 2011 | 15     | 8     | 7           | 0         | 4. Platz (4/10)           |
| 2012 | 18     | 12    | 5           | 1         | Sieger (2/9)              |
| 2013 | 16     | 6     | 10          | 0         | Vorrunde (7/9)            |
| 2014 | 16     | 11    | 5           | 0         | Sieger (2/8)              |
| 2015 | 14     | 7     | 6           | 0         | Vorrunde (5/8)            |
| 2016 | 14     | 8     | 6           | 0         | Halbfinale (4/8)          |
| 2017 | 14     | 8     | 6           | 0         | Halbfinale (4/8)          |
| 2018 | 14     | 8     | 6           | 0         | Halbfinale (3/8)          |
| 2019 | 14     | 6     | 8           | 0         | Vorrunde (5/8)            |

## Abschneiden in der Champions League
Über die Indian Premier League konnten sich Knight Riders für die Champions League qualifizieren.
| Jahr | Spiele | Siege | Niederlagen | No Result | Endplatzierung (Vorrunde) |
| ---- | ------ | ----- | ----------- | --------- | ------------------------- |
| 2011 | 6      | 3     | 3           | 0         | Vorrunde (3/5)            |
| 2012 | 4      | 1     | 2           | 1         | Vorrunde (3/5)            |
| 2014 | 4      | 4     | 0           | 0         | Finalist (1/5)            |